# Škrge
Škrga (u hrvatskom jeziku se češće koristi množina imenice "škrge")
je organ, koji kod mnogih vodenih životinja (naročito kod riba) prenosi iz vode kisik, koji ide u krv. Ovakav oblik disanja se zove škržno disanje.
Škrge su često presvučene jednom veoma tankom i propusnom kožom, i u svojoj unutrašnjosti su spojene s posebnim venama ili praznim dijelovima tijela, gdje cirkulira krv. Leže na različitim mjestima u tijelu nekih životinja: kod crva i rakova na ekstremitetima, kod nekih vrsta školjki i morskih puževa u dijelovima usta, a kod riba u dijelu prednjeg želuca. One mogu biti uvučene u kožu, mogu biti ispod krečnjačkih dijelova ili na škržnom poklopcu. Škrge imaju različite oblike; mogu izgledati kao češalj, list ili su drvolike, pa čak žbunolike, zato da bi voda mogla ući i da bi škrge mogle prenijeti kisik. Kod riba, škrge su često u ružičastim i crvenim nijansama, zbog vena i arterija koje se nalaze ispod već spomenute kožice.
Škrge često pronalazimo kod riba i drugih životinja koje su se prilagodile životu u vodi (osim kitova i dupina, koji su naravno, sisavci), no i kod nekih kopnenih životinja, kao kod nekih vrsta kopnenih puževa (izuzetci su puževi koji dišu na pluća), kod školjki i drugih mekušaca, kod nekih vrsta morskih glista, kod rakova, naravno kod riba i kod larvi vodozemaca.
Životinjama koje dišu na škrge, kada se nađu izvan vode,  se škržni listovi brzo osuše, jer se nisu prilagodili na suhim prostorima, no mogu se ugušiti i u vodi, kada udišu druge plinove, koji su otrovni za njih, kao i kada se istroši kisik otopljen u vodi.
Neke vrste riba i rakova su preko svojih posebnih evolucioniranja svoje škrge dobro razvile, pa mogu na kopno ostati duže vrijeme. Neke vrste, ipak, mogu čuvati količinu vode i iz nje "vaditi" kisik, i tako ostati duže vrijeme na kopnu. Škrge su organi koji su evolucijom potekli od traheja.